# Nana Iwasaka
Nana Iwasaka (Fukuoka, 3 luglio 1990) è una pallavolista giapponese.
Gioca nel ruolo di centrale nelle SAGA Springs.

## Carriera
La carriera di Nana Iwasaka inizia nei tornei scolastici con la Higashikyushu Ryukoku High School. Nel 2008 vince la medaglia d'oro al campionato asiatico e oceaniano under 19, mentre un anno più tardi debutta in nazionale maggiore. Nella stagione 2009-10 inizia la carriera professionistica con le Hisamitsu Springs, vincendo subito la Coppa dell'Imperatrice. Nel 2011 partecipa con la nazionale al campionato asiatico e oceaniano, vincendo la medaglia d'argento. Dopo aver perso la finale scudetto del campionato 2011-12, nell'annata successiva disputa la stagione perfetta: vince infatti lo scudetto, la Coppa dell'Imperatrice, il Torneo Kurowashiki ed il V.League Top Match; con la nazionale vince nuovamente la medaglia d'argento al campionato asiatico e oceaniano e quella di bronzo alla Grand Champions Cup.
Nella stagione 2013-14 vince ancora una volta la Coppa dell'Imperatrice, lo scudetto e il campionato asiatico per club; con la nazionale, nel 2017, conquista la medaglia d'oro al campionato asiatico e oceaniano.

## Palmarès

### Club
- Campionato giapponese: 4

2012-13, 2013-14, 2015-16, 2017-18
- Coppa dell'Imperatrice: 7

2009, 2012, 2013, 2014, 2015, 2016, 2018
- Torneo Kurowashiki: 1

2013
- / V.League Top Match: 1

2013
- Campionato asiatico per club: 1

2014

### Nazionale (competizioni minori)
- Campionato asiatico e oceaniano under 19 2008
- Montreux Volley Masters 2011
- Montreux Volley Masters 2019

### Premi individuali
- 2011 - Montreux Volley Masters: Miglior servizio
- 2014 - V.Premier League giapponese: Sestetto ideale
- 2016 - V.Premier League giapponese: Sestetto ideale
- 2017 - Campionato asiatico e oceaniano: Miglior centrale